# Val-du-Maine
Val-du-Maine é uma comuna francesa na região administrativa do País do Loire, no departamento de Mayenne. Estende-se por uma área de 23.67 km². Em 2010 a comuna tinha 605 habitantes (densidade: 25,6 hab./km²).
Foi criada em 1 de janeiro de 2017, a partir da fusão das antigas comunas de Ballée (sede da comuna) e Épineux-le-Seguin.